# Giedrius Puodžiūnas

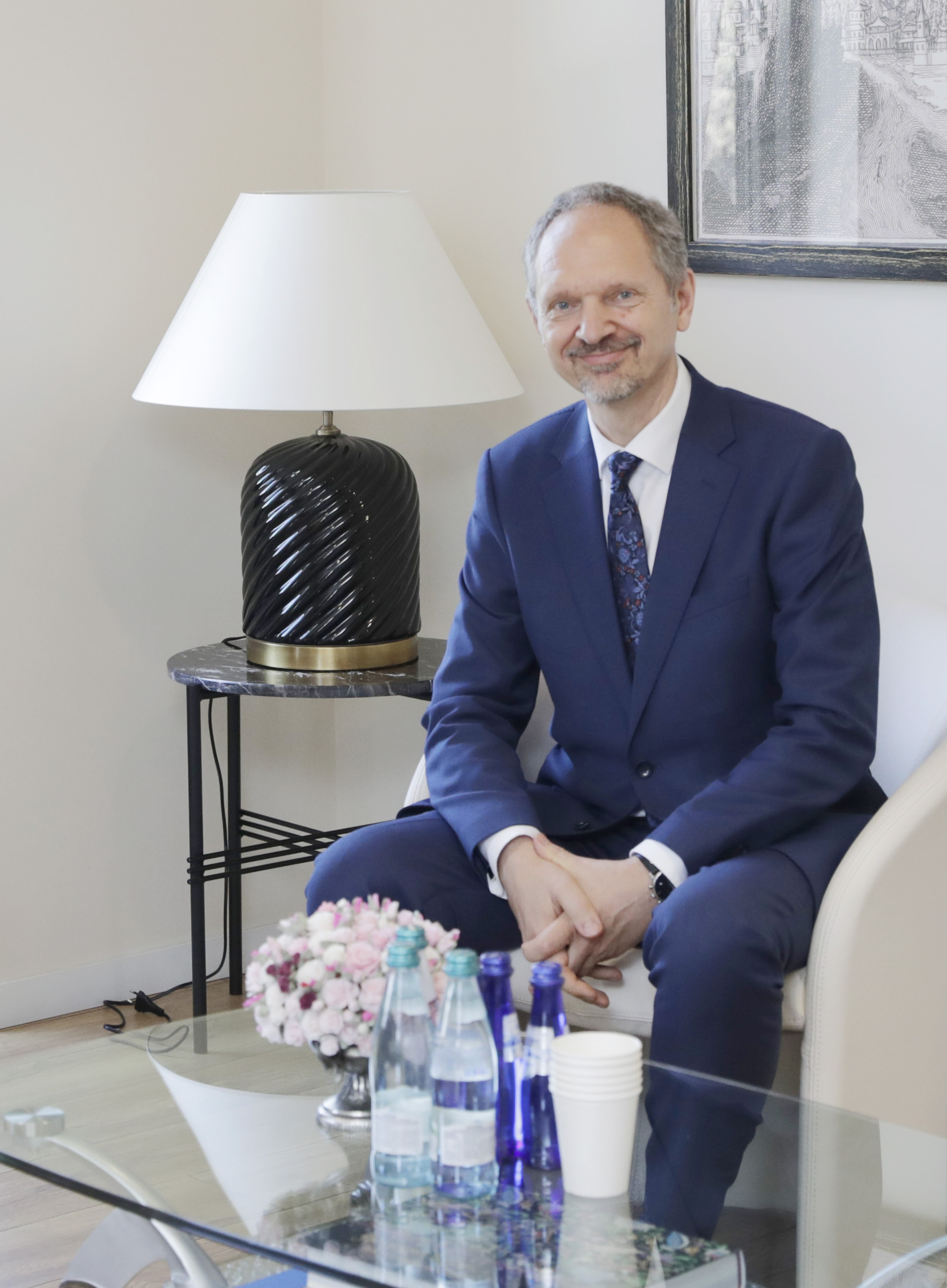
Giedrius Puodžiūnas (2010)

Giedrius Puodžiūnas (ur. 20 lipca 1967 w Poniewieżu) – litewski dyplomata, ambasador Republiki Litewskiej w Austrii, Chorwacji, Słowenii, Słowacji i Liechtensteinie. 

## Życiorys
W 1991 ukończył studia na Wydziale Historii Uniwersytetu Wileńskiego, po czym podjął pracę w Departamencie Europy Środkowej i Wschodniej Ministerstwa Spraw Zagranicznych odrodzonej Litwy, początkowo jako drugi, później jako pierwszy sekretarz. W 1995 przebywał na stażu w Ministerstwie Spraw Zagranicznych RFN w Berlinie. Od 1997 do 2000 był pierwszym sekretarzem ambasady Republiki Litewskiej w Warszawie, a w latach 2000–2001 pełnił funkcję Chargé d’affaires i radcy w tejże placówce. 
Po powrocie do kraju w 2001 objął urząd dyrektora Departamentu Protokołu Państwowego i Dyplomatycznego MSZ, a w 2006 został mianowany ambasadorem Litwy w Wiedniu. W następnym roku jego misję rozszerzono na Słowenię, Chorwację, Słowację i Liechtenstein.

## Odznaczenia
- Wielki Oficer Order Zasługi (Portugalia, 2003)[1]
- Order Gwiazdy Białej (Estonia, 2004)[2]